# Lazlo Bane
Lazlo Bane — группа альтернативного рока из Санта-Моники, Калифорния, США. Они известны тем, что сочинили песню «Superman» («Супермен»), ставшую главной музыкальной темой для телесериала «Клиника».
Состав группы: Чед Фишер, Крис Линк, Тим Брайт и барабанщик Роберт Берк, выступающий под псевдонимом Chicken.
Зак Брафф, ведущий актёр сериала «Клиника», в своё время услышал песню «Superman» и предложил её заглавной темой для сериала.

## Дискография

### Студийные альбомы
- 1997 — 11 Transistor
- 2002 — All the Time in the World
- 2006 — Back Sides
- 2007 — Guilty Pleasures
- 2013 — Big Spill (под псевдонимом The Rage)
- 2021 — Someday We'll Be Together

### Мини-альбомы
- 1996 — Short Style
- 2012 — Guilty Pleasures the 80's Volume 1

### Синглы
- 1996 — Buttercup
- 1997 — Overkill

Промо
- 1997 — I'll Do Everything
- 2002 — Superman